# Benito Juárez (kommun), Veracruz
Benito Juárez är en kommun i Mexiko.   Den ligger i delstaten Veracruz, i den sydöstra delen av landet, 180 km nordost om huvudstaden Mexico City.
Följande samhällen finns i Benito Juárez:
- Tenantitla
- Hueycuatitla
- Palma Real
- La Reforma
- Pilpuerta
- La Revancha
- Yupiltitla
- Amecatipa
- Paltzoquitempa
- Chila
- Atoska
- La Lima
- Cuexcontitla
- Ahuatitla
- El Terrero
- Tlalmaya
- Tlamaya
- Tlazolajco
- Flores Magón
- Doroteo Arango
- Tlalcuapa